# Koks na palubě
Koks na palubě (francouzsky Coke en stock) je sešit z komiksové série Tintinova dobrodružství od kreslíře Hergého. Ve francouzském originále poprvé vycházel na pokračování v letech 1956–1958, první český překlad pochází z roku 2010 od nakladatelství Albatros.
Příběh začíná opět v Bruselu, kdy na zámek Moulinsart pošle emír svého syna Abdalláha a ten tropí na zámku neplechu. Tintin a kapitán Haddock odjíždějí za emírem, kde je však stíhá další dobrodružství. V příběhu se objevuje kromě jiných postav i Szpim, nový hrdina jen v tomto příběhu. Tintin se zde setkává s generálem Alcázarem nebo i s Allanem, bývalým poskokem kapitána Haddocka, který všechny tři i s Filutou uvězní na své lodi.
Jméno „Koks na palubě“ doopravdy znamená spíše „černí otroci na palubě“.

## Děj

### Děj v Belgii
Začátek příběhu začíná v kině, kde byl Tintin s kapitánem zrovna na filmu. Když si povídají o ději filmu, vrazí do kapitána na rohu cizí muž. Tintin okamžitě pozná svého dávného přítele, generála Alcázara (objevil se v komiksech Ulomené ucho a Sedm křišťálových koulí). Tintin si chce s generálem popovídat, ale ten má naspěch a jen „prohodí“ pár slov. Jakmile zmizí za rohem, Tintin zakopne o jeho náprsní tašku. Rozběhne se s kapitánem do hotelu Bristol, kde má generál bydlet. Ukáže se ale, že generál lhal a v hotelu ubytován není. Tintin a kapitán jdou do kavárny, kde začnou náprsní tašku prohlížet. Najdou peníze, lístek z loterie, tedy nic, z čeho by se mohli něco dozvědět. Pak ale Tintin narazí na obrázky letadel z druhé světové války, a na dopis od neznámého muže, který se podepisuje J.D.M.C. Na dopise je napsáno telefonní číslo 97 85 24, s dalšími pokyny. Tintin na číslo zavolá, a podle pokynů chce pana Dubreuileho, ale ten telefon zavěsí. Kapitán a Tintin se proto vrací na Moulinsart (kapitánův zámek). Zde najdou Filutu, jak je vystrojen do maškarního kostýmu, na kapitána při otevírání dveří spadne kbelík s vodou, a pak se za dveřmi ukáže tygr. Kapitán začne zděšeně utíkat, ale Tintin zjistí, že je to jen maska, kterou drží syn arabského emíra Ibn al-Kulajdy, Abdalláh, malý dareba, kterého kapitán Haddock doslova nesnáší (objevil se už v komiksu Tintin v zemi černého zlata). Tintin s kapitánem zjistí, že Abdalláh je tu i se služebnictvem. Sluha emíra jim také předá dopis, ve kterém emír vysvětluje, že v jeho zemi došlo k závažným událostem, ale neříká ke kterým. Nazítří se kapitán koupe ve vaně, když vtom zazvoní telefon. Kapitán jde telefon zvednout, ale ukáže se, že jde o omyl, neznámá osoba chtěla totiž volat řeznictví Flaxa. Kapitán se jde znovu koupat, když vtom znovu zazvoní telefon. Tentokrát ovšem volají Tkadlec s Kadlecem, kteří se chtějí sejít s Tintinem, ohledně generála Alcázara. Po půlhodině se o tom baví s Tintinem u snídaně, když najednou vjede do místnosti profesor Hluchavka, na kolečkových bruslích. Profesor upadne, a zatímco mu Tintin a kapitán pomáhají zpět na nohy, někdo zazvoní. Kapitán se zeptá svého sluhy Nestora, kdo vlastně zvonil. Nestor prohlásí, že to byl Abdalláh. Kapitán vezme hadici a chce Abdalláha polít, ale místo něj polije Tkadlece s Kadlecem, kteří zrovna zvoní. O chvíli později už suší detektivové vykládají Tintinovi, proč k němu přišli. Mají sledovat jistého Angličana, který se poslední dobou často setkává s generálem Alcázerem. Vyptávají se Tintina, co o generálovi ví, a ten jim vše popravdě řekne. Podaří se mu ale nenápadně z detektivů dostat, že je generál ubytovaný v hotelu Excelsior a po jejich odchodu, najde Tintin v ústřižku novin, že onen neznámý muž s iniciálami J.D.M.C nabízí k prodeji ponorky, letadla, tanky, z čehož usoudí, že generál si přijel do Evropy nakoupit vojenskou výzbroj, aby mohl svrhnout svého protivníka, generála Tapiocu. Jdou do hotelu Excelsior, kde zjistí, že onen neznámý J.D.M.C je ve skutečnosti Angličan Dawson, bývalý velitel mezinárodní policie v Šanghaji. Kapitán vrátí generálovi náprsní tašku, zatímco Tintin sleduje taxíkem Dawsonova Jaguára. Dostane se až ke starému dvorku, kde stojí letadla De Haviland Mosquito. Při odposlouchávání, najednou začne Tintinovi v kapse drnčet budík, který mu tam vložil Abdalláh. Tintin unikne, ale Dawson zavolá generálovi a vše zjistí, přičemž se rozhodne, že Tintina musí zastavit. Tintin si mezitím koupí noviny Depeše, kde zjistí, že ve státě Chemed provedl Šejch al-Ketsal státní převrat, a sesadil Abdalláhova otce, k čemuž mu ale výrazně dopomohly Mosquitos od Dawsona. Tintin po krátkém přemlouvání přiměje kapitána, aby s ním letěl do Chemedu.

### Pobyt v Chemedu
Po třech dnech přistává letadlo DC-3, s Tintinem a kapitánem na palubě, na letišti ve Wasízdásu, hlavním městě Chemedu. Tintin s kapitánem vystupují na letištní plochu, kde je spousta vojáků, a jdou k pasové kontrole. Mezitím do stejného letadla, kterým letěli, dává jeden muž hnědý kufřík s bombou. Na pasové kontrole ovšem celník prohlásí, že Tintin s kapitánem nemají povolení k pobytu v Chemedu, a pošle je stejnou DC-3 nazpátek. Kapitán Haddock sice protestuje, ale nakonec je v doprovodu dvou vojáků, i s Tintinem odveden do letadla. Netuší, že v hnědém kufříku je bomba, která má vybouchnout nad pohořím džebel Kadejch. Při letu spadne na kapitána taška, načež se dostanou do oblasti vzdušných vírů. Kapitán se neudrží ve stoje, a překulí se do zavazadlového prostoru. Kapitánovi se nic nestane, ale Filuta za ním běží, a zjišťuje, že v zavazadlovém prostoru něco tiká. Chce to ukázat Tintinovi, proto na něj začne štěkat. Když však Tintin vstupuje do prostoru, ozve se ostré pískání. Ukáže se, že začal hořet pravý motor-pískání byl signál hasicího zařízení. Zařízení však nepomůže, a začne hořet celé pravé křídlo. Pilot ohlásí nouzový stav, zatímco Filuta se snaží vytáhnout hnědý kufřík, ze zavazadlového prostoru, ale nemá dost síly. Běží opět za Tintinem, ale ten si myslí že si chce Filuta hrát, a o incident se nezajímá. Všimne si totiž jednoho muže, který obtěžuje pilota a požaduje po něm padák. Kapitán se snaží mu to rozmluvit, ale muž mu dá pěstí, a kapitán se svalí na zem. V té chvíli přiskočí ovšem Tintin, a dá muži také pěstí. Pilot Tintinovi poděkuje. Následně podá hlášení o poloze, a nouzově přistane. Lidé z letadla uprchnou a posádka uhasí oheň. Poté se jdou všichni schovat do skal, pod stín, přičemž Filuta neustále obtěžuje štěkáním Tintina. Tintin si najednou uvědomí, že jestli se dostanou zpátky do Wasízdásu, budou opět posláni do Bejrútu. Navrhne proto kapitánovi, aby šli do Wasízdásu pěšky, z čehož kapitán moc velikou radost nemá, protože mu už zbylo jen půl litru jeho milované whisky. S Filutou už to není k vydržení, a proto jde Tintin za ním k letadlu. Ve chvíli, kdy k němu sestoupí, ozve se výbuch a Tintin je odvržen tlakovou vlnou. Kapitán se první stará o to, aby se jeho láhvi nic nestalo, načež jde zachránit Tintina. Láhev ale spadne z kamene, kam ji kapitán uložil. Rozzuřený kapitán běží k letadlu, kde nachází nezraněného Tintina. Tintin je vděčný Filutovi, ale zároveň přemýšlí, kdo by měl „zálusk“ na zničení letadla, i s jeho pasažéry. Nakonec se rozhodne, že nad tím nebude přemýšlet a vydává se s kapitánem do Wasízdásu, za Olivierou de Figuerou (jeho starý přítel z komiksu Tintin v zemi černého zlata), což je 50 kilometrů pěšky.